# Zwinger (Münster)
51°58′03″N 7°37′54″E / 51.96750°N 7.63167°E

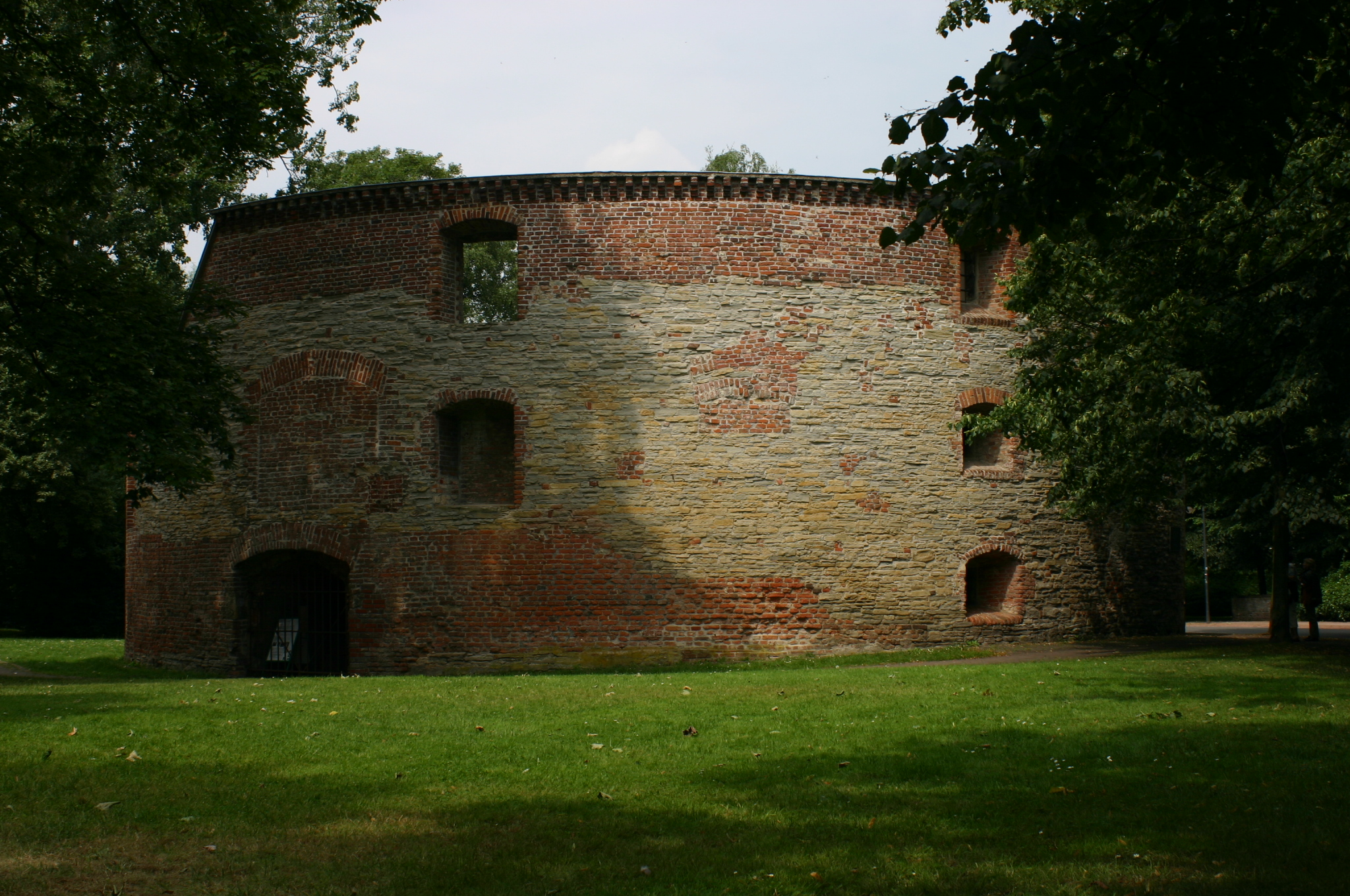

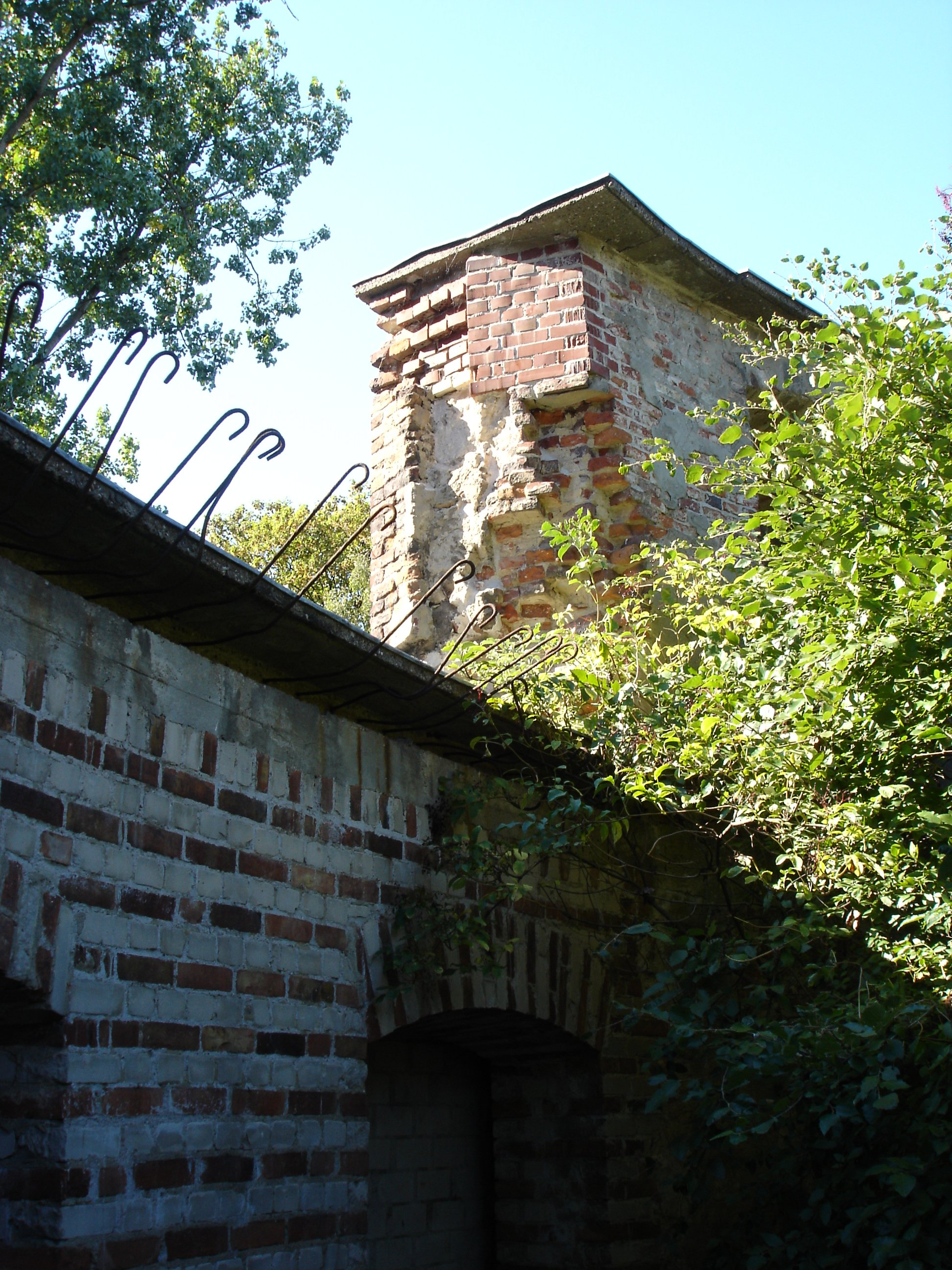

Zwinger (Münster) este situat în Münster (Westfalen), Germania, zwingerul făcând parte din fortificația medievală a orașului. A fost clădit în 1530. În timpul naziștilor a servit ca închisoare și loc de execuție a deținuților gestapului. În timpul celui de al doilea război mondial din cauza bombardamentelor a suferit stricăciuni însemnate. După război a devenit un monument și aparține de muzeul orașului Münster.
Zwingerul are o formă de rondel cu un diametru de  24,3 m, fiind mai mare ca zwingerul din Goslar. Zidurile au grosimea actuală de 1,95 m, care este mai mică decât cea inițială care era de 4,64 m fiind una dintre cele mai robuste fortificații din perioada târzie a evului mediu. Înainte de a fi distrusă prin bombardament zidurile aveau o  grosime de 8,75 m, înălțimea fortificației era de 2,25 m.
|  |

## Istoric
Construcția fortificației se apreciază că s-ar fi realizat prin anii 1528, cu scopul de a înlocui turnul de nord în sistemul de apărare al orașului Münster. În timpul domniei anabaptiștilor (1534-1530) a fost folosit ca punct strategic de apărare împotriva principelui-episcop Franz von Waldeck, care a înfrânt în mod sângeros regatul anabaptist numit și „Noul Ierusalim”. După victorie episcopul a lăsat zwingerul să fie reclădit în oraș, servind astfel numai la apărarea orașului împotriva acelor care traversau râul Aa, un afluent al Emsului.
Prin anii 1619 zwingerul este folosit ca moară, în caz de nevoie cu posibilitatea de a instala o artilerie.
Din anul 1619 zwingerul este transformat în închisoare, de prințul care a asediat cu succes orașul. Propunerea inspectorului Teuto de a mări închisoarea în anul 1835 n-a fost acceptată de conducerea orașului, fiind construită o închisoare nouă în oraș.
Din anul 1900 zwingerul devine monument, în timpul primului război mondial fiind folosit ca hală de pictură, fiind transformată ulterior în locuințe și ateliere.
Din anul 1935 național socialiștii îl transformă din nou în închisoare a Gestapo, aici fiind și locul de execuție a deținuților și prizonierilor de război. 
În primăvara anului 1945 este distrus parțial de bombardamentele aliaților.
După război este transformat în monument și loc pentru concerte sau de expunere a expozițiilor de artă, el putând fi vizitat ca muzeu al orașului Münster.